# Ciona savignyi
Ciona savignyi är en sjöpungsart som beskrevs av William Abbott Herdman 1882. Ciona savignyi ingår i släktet Ciona och familjen Cionidae. Inga underarter finns listade i Catalogue of Life.